# Estación Iriondo
Iriondo es una estación de ferrocarril ubicada en las áreas rurales del departamento La Capital, provincia de Santa Fe, Argentina
La estación fue habilitada en 1889 por el Ferrocarril Provincial de Santa Fe.

## Servicios
Era una de las estaciones intermedias del Ramal F del Ferrocarril General Belgrano.